# Liaoning (portaerei)
La Liaoning o Tipo 001 secondo la classificazione cinese (in cinese 辽宁) è una portaerei STOBAR di fabbricazione sovietica, varata nel 1988 nei cantieri navali di Nikolaev con il nome Varjag, ed in servizio con la Marina militare cinese dal 2016.
A seguito della dissoluzione dell'Unione Sovietica nel 1991, fu trasferita incompleta all'Ucraina, che, nel 1998, la vendette alla Repubblica Popolare Cinese che procedette al suo completamento, impiegandola come banco di prova per lo sviluppo e la maturazione delle tecniche di costruzione impiegate per la produzione delle future portaerei nazionali.

## Storia[3]

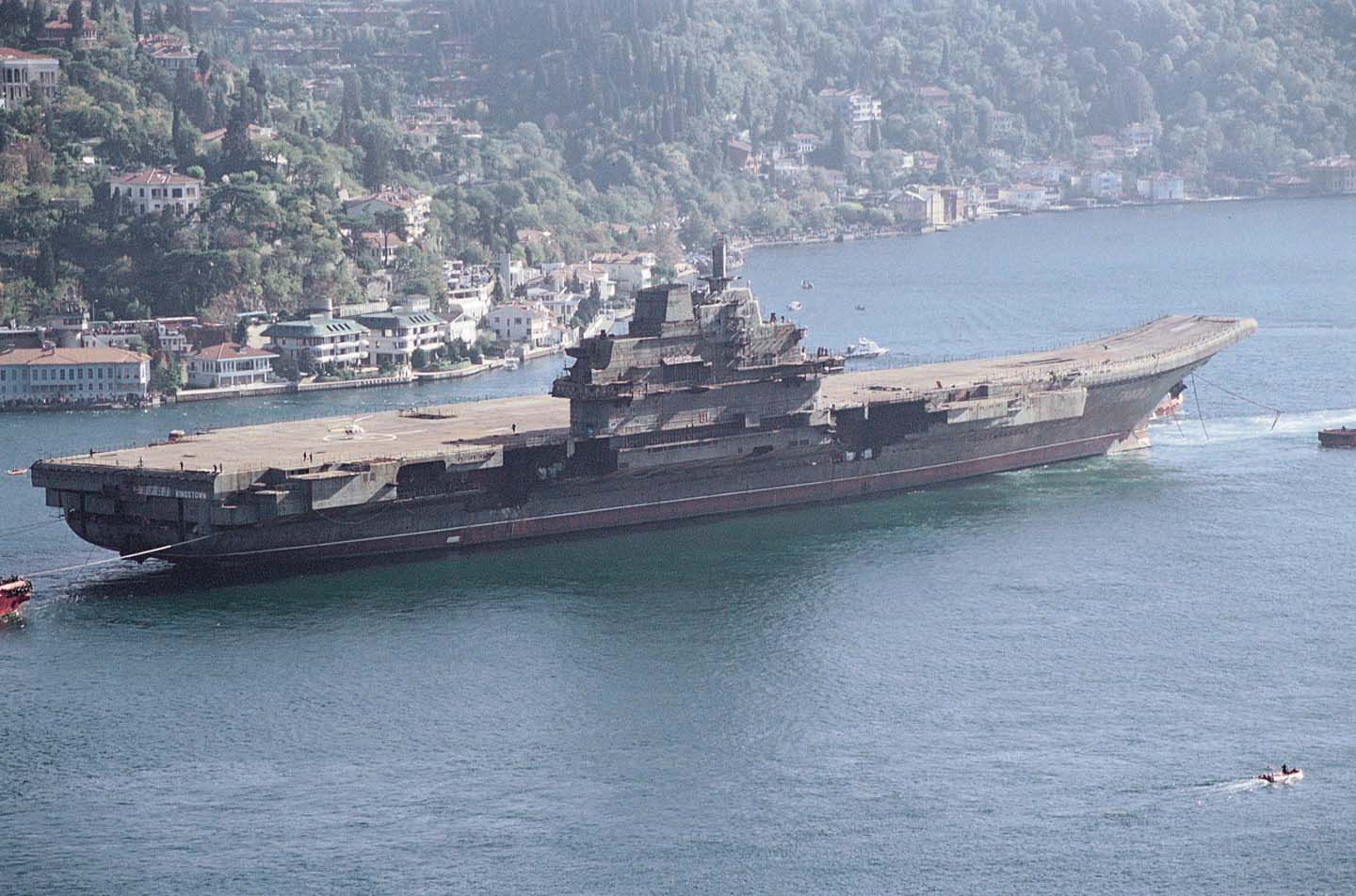
La Liaoning nel 2004

La costruzione della Varjag (chiamata Riga fino al 1990), appartenente alla classe Kutznecov (Project 11435), fu intrapresa presso il cantiere navale ucraini Černomorskyj di Nikolayev sul Mar Nero il 6 dicembre 1985. La nave fu varata con il nome di Riga il 4 dicembre 1988 e, alla fine del 1990, ricevette il nome di Varjag (Variago). Con la dissoluzione dell'URSS, avvenuta il 26 dicembre 1991, e la seguente dichiarazione di indipendenza dell'Ucraina (non interessata all'acquisizione ed al completamento della portaerei), l'unità, completata solo per il 68%, si presentava ultimata solo nella struttura e mancava completamente la parte elettronica. Venne messa in vendita ed acquistata per una somma di 25 milioni di dollari americani da una società di copertura di Macao, la Chong Lot Travel Agency, che voleva trasformarla in hotel e casinò galleggiante. L'intenzione era convertire la portaerei in un albergo e in una sala da gioco galleggiante, sul modello di quanto era stato fatto con la Minsk e la Kiev (entrambe della classe Kiev), trasferite alla Cina tra il 1995 ed il 2000 dalla Corea del Sud (che li aveva acquistati per la demolizione).

## Il viaggio

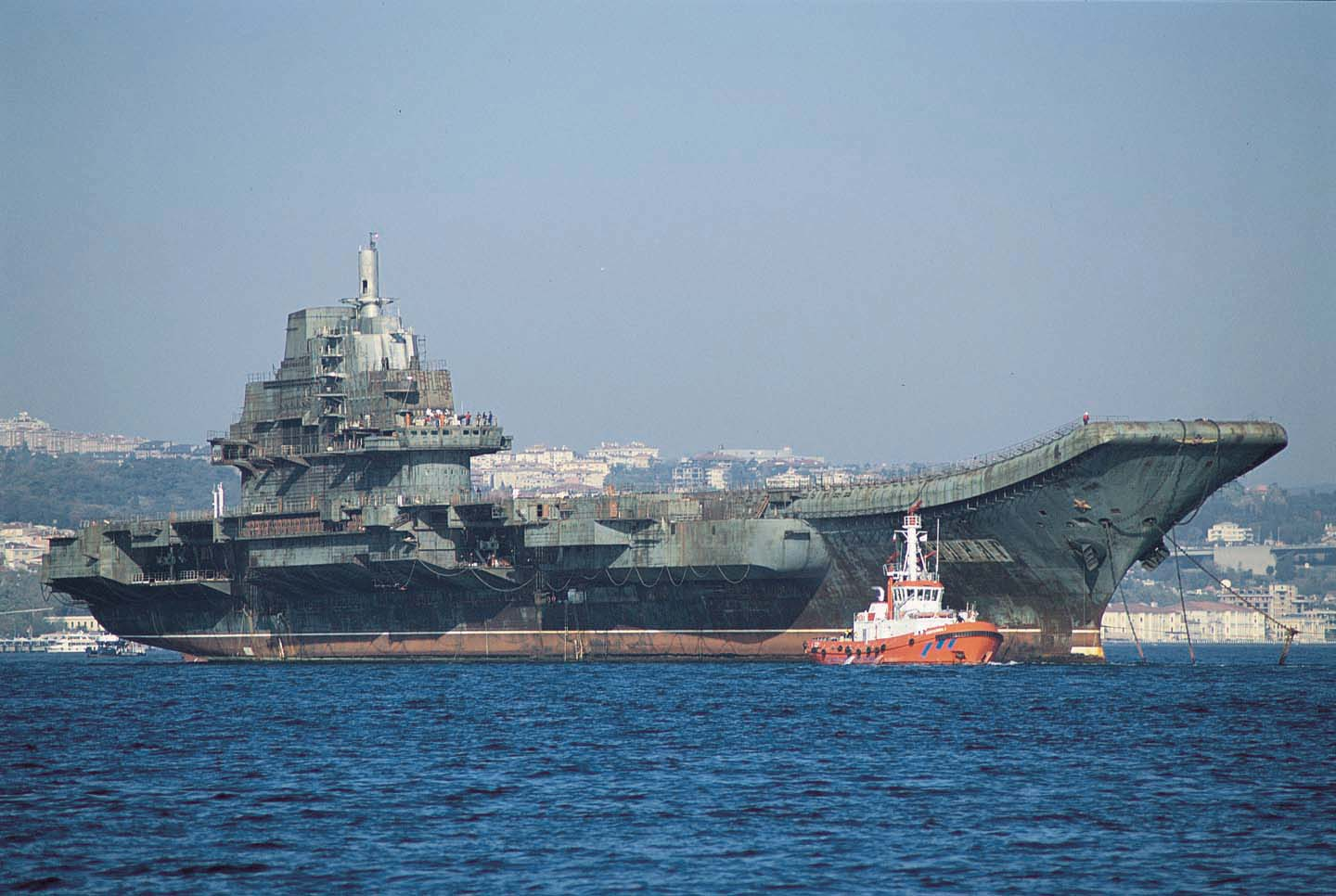
La nave ad Istanbul, durante il transito dei Dardanelli nel 2001.

Alla metà del 2000, iniziarono le operazioni di rimorchio della nave (reso possibile anche grazie all'opera di 27 navi, tra cui 11 rimorchiatori) che comportarono numerosi problemi con il governo turco (a proposito del transito della portaerei per lo stretto dei Dardanelli, essi temevano che la grande unità potesse provocare danni ai grandi ponti di Istanbul) e che per l'impossibilità della nave di transitare nel canale di Suez, dovette attraversare tutto il Mediterraneo, farla uscire dallo stretto di Gibilterra e circumnavigare l'Africa. Dopo un viaggio di 28.200 km, costato 500.000 dollari di tasse di transito e 5 milioni di dollari per il traino durato venti mesi, finalmente il 3 marzo 2002, la Varjag, in pessime condizioni, giunse nel cantiere cinese DSIC (Dalian Shipbuilding Industry Company) di Dalian.

## Dalla Varjag alla Liaoning
Il Varjag rimase nel cantiere cinese di Dalian ancora per diversi anni prima che, almeno in apparenza, si notassero delle attività di ripristino/refitting. Ufficialmente, i cinesi continuavano a ribadire che la nave sarebbe stata trasformata in un casinò, ma non veniva detto chiaramente se la marina militare cinese intendesse usare il Varjag come punto di partenza per un programma di portaerei cinese e comunque il contratto di vendita proibiva espressamente questa eventualità.
I lavori di modernizzazione (considerati pari alla costruzione di 10 cacciatorpediniere), affidati per la progettazione all'Institute of China Shipbuilding Industry Corporation di Wuhan, iniziarono nel giugno 2005, e il 27 luglio 2011 il Ministero della difesa annunciò che il refitting era stato completato. All'inizio dello stesso anno, al fine di addestrare i piloti destinati alla portaerei, sulla sommità di una struttura situata nei pressi di Wuhan era stato realizzato un ponte di volo identico a quello della nave. Nel 2011 un portavoce della MND aveva detto che l'unità (battezzata inizialmente Shi lang numero identificativo 83, dal nome di un ammiraglio della dinastia Qing) era pronta per "ricerche scientifiche, esperimenti e addestramento".
Ad agosto 2016, ha effettuato il suo primo pattugliamento con otto Shenyang J-15 e due elicotteri Z-18 e Z-9, dopo aver effettuato le prime operazioni di volo nel novembre del 2012.
L'11 settembre 2012 la portaerei, durante la cerimonia di consegna alla Marina Cinese, è stata rinominata Liaoning (numero identificativo 16) e il 25 novembre 2016 è entrata in servizio facendo del paese la decima nazione a possedere tale tipo di unità.
L’autonomia della Liaoning è stimata in 45 giorni di navigazione, pari a settemila chilometri al massimo della velocità consentita.
Il 31 maggio 2018, il gruppo da battaglia comandato dalla Liaoning, formato da due cacciatorpediniere tipo 052C classe Luyang II, un cacciatorpediniere tipo 052D classe Luyang III e due fregate 056A classe Jiangkai II, ha raggiunto la capacità operativa iniziale (IOC).

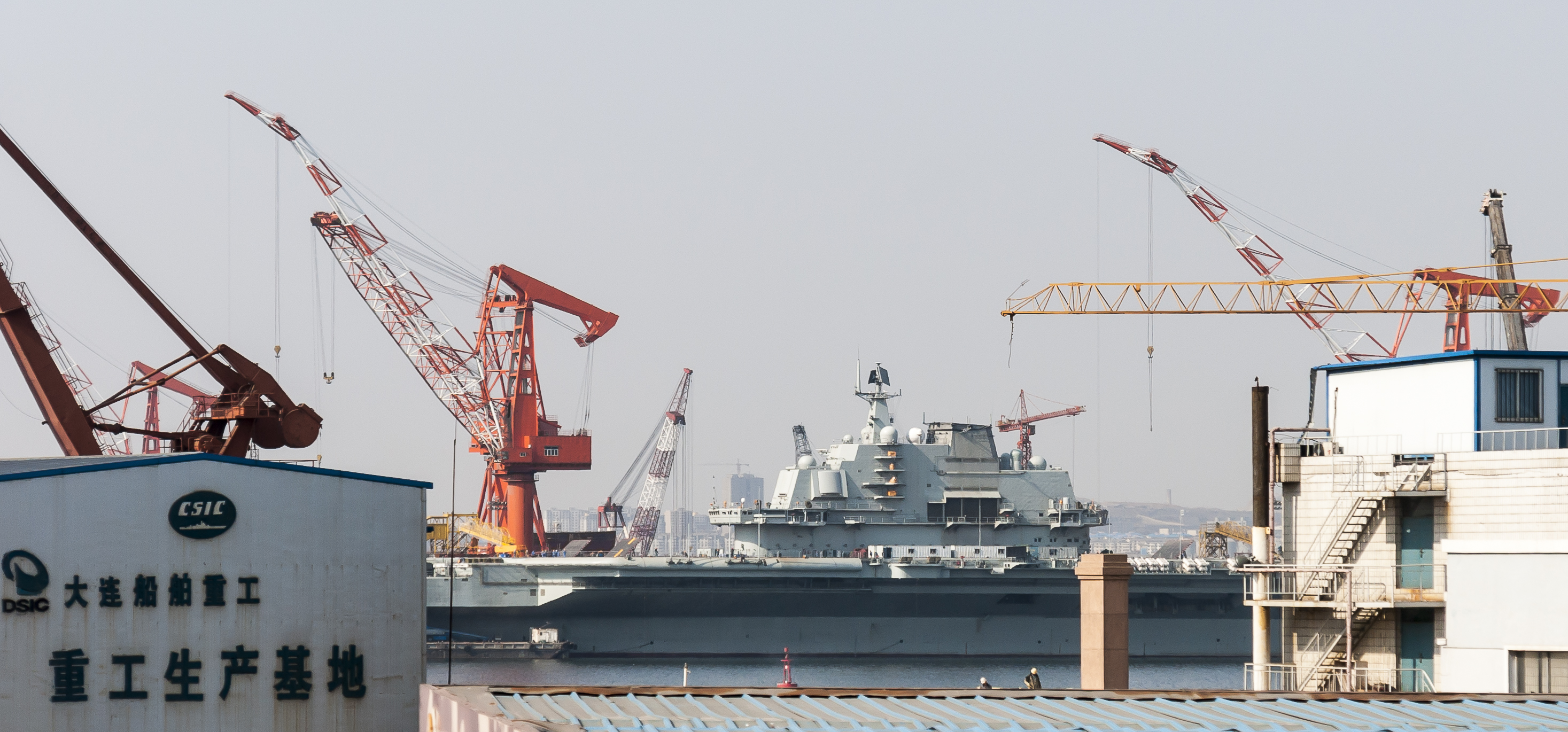
Dalian, China CNS Liaoning (CV-16)

## Caratteristiche[3]
Lunga fuori tutto 304,5 metri, larga 75 m e con un dislocamento a pieno carico di 60.000/66.000 tonnellate, l'unità appartiene alla categoria delle portaerei dotate di ski-jump (inclinato di 14°) che consente un decollo corto a velivoli ad ala fissa, con atterraggio sul ponte di volo angolato dotato di cavi di arresto, configurazione nota come STOBAR (Short Take-Off But Arrested Recovery).
L'isola, che conserva la configurazione generale del Varjag (e quindi del Kuznecov della Marina russa), è caratterizzata da un complesso di antenne radar e per comunicazioni tutte di produzione cinese (anche se in qualche caso copie di apparati russi). La componente di volo è costituita da 20-26 caccia Shenyang J-15 Flying Shark (copia del russo Su-33), più circa 14 elicotteri del tipo Change Z-18J (AEW) e Z-18F (ASW) o anche del tipo Z-18 (derivato dal francese SA 321 Super Frelon).

## Propulsione[3]
L'apparato motore, della potenza di 200.000 HP, al contrario di quanto era trapelato inizialmente, pare essere quello originale costituito da 8 caldaie che generano il vapore impiegato da 4 gruppi turboriduttori che azionano altrettanti assi. La velocità massima dovrebbe aggirarsi sui 29-30 nodi.

## Elettronica di bordo[3]
Per quanto riguarda la dotazione elettronica, l'apparato principale è il radar 3D in banda S/C del tipo phased array attivo (AESA) con 4 facce planari fisse tipo 346 Star of the Sea (Dragon Eye secondo la classificazione NATO). Sviluppato dal 14° Research Institute di Nanchino, unitamente al China Electronics Technology Group (CETG) nell'ambito del programma SAPARS (Ship-born Scrive Phased Array Radar System) avviato alla fine degli anni '80 ed installato sui cacciatorpediniere classe Luyang II Tipo 052C. Quest'apparato, che ha una portata strumentale valutata in circa 450 km, oltre che per la ricerca aerea e di superficie è utilizzato anche (in banda C) nell'ambito dell'impiego dei missili superficie-aria HHQ-9 e HHQ-10. Le quattro antenne piana di fisse, che sui suddetti cacciatorpediniere sono costituite da circa 5.000 moduli TRM, sul Liaoning dovrebbero essere di più. Queste sono protette da pannelli rettangolari leggermente ricurvi in materiale dielettrico dotati di sistema di raffreddamento ad aria.
Sulla sommità dell'alberatura è presente l'antenna rotante a due facce piane del radar tridimensionale da scoperta navale Tipo 382, molto simile al russo MR-760 Fregat M2EM (Top Plate in codice Nato), impiegato come complemento del Tipo 346.

## Armamento[3]
La difesa antiaerea ed antimissile della nave, che per le maggiori distanze si avvale ovviamente dei sistemi di cui sono dotate le unità di scorta, è basata su 3 lanciatori brandeggiabili per missili superficie-aria a corto raggio HHQ-10 e da 3 CIWS HPJ-14 da 30 mm per il cortissimo raggio. L'HHQ-10 presente a prua in due esemplari è un sistema simile all'americano Raytheon RIM-116 RAM, è un missile (derivato dall'aria-aria TY-90) lungo due metri e con diametro di 120mm, dotato di un sistema di guida passivo del tipo radar timing (che richiede comunque l'illuminazione in banda C del radar della nave nella fase dell'attacco) associato ad un sistema infrared homing. Il missile ha una velocità pari a Mach 2,5, una gittata compresa tra 500 m e 9 km nei confronti di bersagli subsonici e maggiore di 6 km per quelli supersonici. Il sistema, che ha un tempo di reazione di 6-8 secondi, può operare anche in modalità completamente automatica. Il CIWS HPJ-14 (Tipo 1130) da 30 mm (munizionamento russo 30x165) per la difesa ravvicinata, presente a prua in un esemplare sul lato dritto e due a poppa, è un'evoluzione dell'HPJ-12 (installato sui cacciatorpediniere Tipo 51 e 52) rispetto al quale dispone di una mitragliera a 11 canne rotanti con cadenza di tiro teorica massima di 10.000 colpi al minuto, anziché un'arma a 7 canne rotanti con cadenza teorica massima di 4.000 colpi al minuto.